# Kjetil André Aamodt
Kjetil André Aamodt, norveški alpski smučar, * 2. september 1971, Oslo, Norveška.
V mladosti se je ukvarjal z različnimi športi, s skvošem, nogometom in tenisom, kot smučar pa je opozoril nase z akrobatskim, drznim slogom in 1990 kot mladinec, ko je na SP v Zinalu (Švica) osvojil več medalj. Na SP na Japonskem je 1993 osvojil zlati odličji v slalomu in veleslalomu ter bronasto v kombinaciji. Na olimpijskih igrah v Albertvillu (Francija) je 1992 osvojil zlato medaljo v superveleslalomu in bronasto v veleslalomu. Dve leti kasneje je na olimpijskih igrah v Lillehammerju (Norveška)  osvojil srebrni medalji v smuku in kombinaciji, bronasto pa v superveleslalomu. Na olimpijskih igrah v Salt lake Cityju (ZDA) je 2002 osvojil zlati medalji v kombinaciji in superveleslalomu ter 4. mesto v smuku. V svetovnem pokalu je bil 1994 skupni zmagovalec, 1993 in 1994 zmagovalec v superveleslalomu in veleslalomu, 2000 pa v slalomu ter kombinaciji. Kariero je končal januarja 2007.
Velja za enega najuspešnejših alpskih smučarjev vseh časov in je edini, ki je v svoji karieri osvojih 8 olimpijskih medalj.
V Svetovnem pokalu je osvojil 21 zmag. 

## Svetovni pokal v alpskem smučanju
(zmagal)

### Veleslalom
| Datum             | Kraj         | Država                  |
| ----------------- | ------------ | ----------------------- |
| 28. november 1992 | Sestriere    | Italija                 |
| 23. marec 1993    | Oppdal       | Norveška                |
| 27. marec 1993    | Åre          | Švedska                 |
| 11. januar 1994   | Hinterstoder | Avstrija                |
| 19. marec 1994    | Vail         | Združene Države Amerike |
| 14. januar 1997   | Adelboden    | Švica                   |

### Super veleslalom
| Datum          | Kraj      | Država                  |
| -------------- | --------- | ----------------------- |
| 15. marec 1992 | Aspen     | Združene Države Amerike |
| 7. marec 1993  | Aspen     | Združene Države Amerike |
| 21. marec 1993 | Kvitfjell | Norveška                |
| 26. marec 1993 | Åre       | Švedska                 |
| 7. marec 1996  | Kvitfjell | Norveška                |

### Slalom
| Datum           | Kraj   | Država |
| --------------- | ------ | ------ |
| 16. januar 2000 | Wengen | Švica  |

### Smuk
| Datum           | Kraj     | Država   |
| --------------- | -------- | -------- |
| 29. januar 1994 | Chamonix | Francija |

### Kombinacija
| Datum           | Kraj      | Država   |
| --------------- | --------- | -------- |
| 30. januar 1994 | Chamonix  | Francija |
| 25. januar 1998 | Kitzbühel | Avstrija |
| 24. januar 1999 | Kitzbühel | Avstrija |
| 9. januar 2000  | Chamonix  | Francija |
| 23. januar 2000 | Kitzbühel | Avstrija |
| 13. januar 2002 | Wengen    | Švica    |
| 20. januar 2002 | Kitzbühel | Avstrija |
| 19. januar 2003 | Wengen    | Švica    |